# Bieringmulen
Der Bieringmulen (norwegisch für Bieringschnauze) ist ein 1996 m hoher Berg im ostantarktischen Königin-Maud-Land. In der Sivorgfjella der Heimefrontfjella ragt er im Skjønsbergskarvet auf.
Wissenschaftler des Norwegischen Polarinstituts benannten ihn 1967 nach Aage Biering (1907–1963), einem Anführer der Widerstandsbewegung gegen die deutsche Besatzung Norwegens im Zweiten Weltkrieg.